# عمر محمد الداعوق
عمر بك بن محمد الداعوق، سياسي وفاعل خير بيروتي تولى رئاسة بلدية بيروت (1908م - 1925م).

## تعريف
ولد عمر محمد الداعوق في بيروت سنة 1875م، وكانت ميوله سياسية بارز منذ نشأته، فتولى عدة مهام اجتماعية بولاية بيروت خلال العصر العُثماني، ففي سنة 1902م أصبح عضوًا بجمعية المقاصد الخيرية الإسلامية البيروتية كما كانت تعرف آنذاك، وكان له فيها نشاط واضح دل على حسن قيادته، فترأسها سنة 1913م، بالإضافة لتوليه رئاسة غرفة التجارة والصناعة البيروتية، وبعد إقصاء السلطان عبد الحميد الثاني، ونجاح ثورة الاتحاديين الأتراك في إسطنبول، صدر مرسوم اتحادي بتعينه رئيسا لبلدية بيروت سنة 1908م، وبدأ يمارس نشاطه بفترة عصيبة، حيث بدأت ملامح الحرب العالمية الأولى تلوح بالأفق، ودخلت البلاد في نفق الإفلاس المالي والمجاعة، ووقف التجارة، وسفر  برلك والهجرة الجماعية، والفقر وما إلى هنالك من أمور البؤس العام. 
حاول الداعوق مساعدة أبناء المدينة بما يملك من إمكانيات، واستوعب مزاج الاتحادين وتقلباتهم السياسية والعسكرية والإقليمية، وصبر على قراراتهم المرتجلة، إلى أن وصل الجيش العربي الفيصلي إلى مشارف دمشق وقبل انسحاب القوات العثمانية من بيروت إثر انهزام الدولة العثمانية في الحرب المذكورة، سارع الوالي العثماني إسماعيل حقي بإصدار مرسوم، عين من خلاله عمر الداعوق واليًا على المدينة باعتباره رئيس لبلديتها، ومن أهم قادتها السياسيين وقتئذ بالإضافة لثقة الاتحادين بأدئه السياسي، والقيادي، وكان ذلك سنة 1918م. وما أن دخل الملك فيصل الأول دمشق حتى بايعه الداعوق، وبدل الأعلام والرايات العثمانية بالرايات العربية، وكان أكبرها قد رفع على السراي  الحكومي  الكبيرة، ولكن هذا المجد العربي لم يدم طويلا وسرعان ما دخلت القوات  الفرنسية، والجيش الجرار للجنرال هنري غورو، وأنزلوا الأعلام العربية، وبدلوها بأعلام الاستعمار  الفرنسي الجديد، وأعلن الأخير قيام دولة  لبنان  الكبير، بعد هزيمة الجيش العربي بقيادة يوسف العظمة في معركة ميسلون، وبذلك انهارت المملكة العربية السورية، وتقسمت بلدان الشرق الأوسط بين فرنسا وبريطانيا، إثر اتفاقية سايكس - بيكو الشهيرة، هذا وقد استمر الداعوق بنشاطه السياسي، حيث تبوأ عدة مناصب رسمية هامة، كاللجنة الإدارية واللجنة المالية، ولجنة تعيين الأعياد الرسمية، كما انتخب نائبا عن العاصمة سنة 1925م، ورئيسا لجمعية المقاصد الخيرية الإسلامية للمرة الثانية سنة 1934م، والتي توسعت أملاكها وأسهمها المالية بعهده، وتطور أدائها الإداري والخدماتي، وقد استمر عمر محمد الداعوق بنشاطه الدؤوب، حتى وافته المنية بتاريخ 4 نوفمبر 1949م.

## المصدر
1. ↑  "العلم العربي فوق السراي الكبير". مؤرشف من الأصل في 2019-12-31. اطلع عليه بتاريخ 2019-12-31.
2. 1 2  "يا بيروت: آل داعوق". مؤرشف من الأصل في 2019-12-31. اطلع عليه بتاريخ 2019-12-31.
3. ↑  كتاب ابناء الشرق - صفحة - 306-307 -  للدكتور إبراهيم عبدالكريم كريديه  - الطبعة الاولى 2007م  - مكتبة نوفل - بيروت - لبنان .